# 土屋陽翔
土屋 陽翔（つちや はると、2017年〈平成29年〉8月7日 - ）は、日本の子役。ギュラキッズ所属。

## 出演

### テレビドラマ
- 何曜日に生まれたの 第8話（2023年10月1日、テレビ朝日）
- 推しが上司になりまして 第6話（2023年11月9日、テレビ東京）
- 極限夫婦 第7話 - 最終話（2024年3月1日 - 22日、関西テレビ）- 北斗リク 役[2]
- あの子の子ども 第4話（2024年7月16日、関西テレビ・フジテレビ系）
- 放課後カルテ（2024年10月12日 - 12月21日、日本テレビ）- 冴島直明 役[3]
- 誰かがこの町で（2024年12月8日 - 12月29日、WOWOW）- 望月幸太郎 役[4]
- ディアマイベイビー（2025年4月5日 - 6月21日、テレビ東京）- 森山拓人（幼少）役[5]
- 明日はもっといい日になる 第1話（2025年7月7日、フジテレビ）- 芳村拓斗 役[6]
- 誘拐の日 第3話 - （2025年7月22日 - 、テレビ朝日）- 水原ナツキ 役[7]

### 配信ドラマ
- 余命3ヶ月のサレ夫（2024年2月19日 - 、BUMP）- 高坂蓮 役[8]
- 私の天才息子 vs イケメン彼氏（2025年5月8日 - 、Short Max）- 倉橋星汰 役
- おままごと〜結婚は人生の墓場ですか?〜（2025年7月1日 - 、FOD SHORT） - 主演・湊 役[9]

### 映画
- 若武者（2024年5月25日公開、監督：二ノ宮隆太郎）- 翔太 役[10]
- わたしのかあさん −天使の詩−（2024年3月30日公開、監督：山田火砂子）- 山川清（幼少）役

### CM
- ソニー銀行「変な図鑑・金利15％」
- 日本維新の会「『古い政治を打ち破れ』改革篇」
- バンダイ「キャラパキ 発掘恐竜チョコ ファミリーパック」
- キタムラ「スタジオマリオ お宮参り・七五三」
- リロケーションズ・ジャパン「マイホームを守る、思いでとともに。」
- カワダ「ダイヤブロック KIHONIRO」
- 東亞合成「アロンアルファ 僕と捨てゴリ」

### 雑誌
- Gakken「Paprika」Vol.15秋号